# Моссолов, Семён Андреевич
Семён Андреевич Моссоло́в (род. до 1920-х, Семенчино, Чебоксарский уезд, Казанская губерния — ум. после 1970-х, Егорьевск, Московская область, РСФСР, СССР) — советский инженер. Главный конструктор Станкостроительного завода «Комсомолец» (Егорьевск). Лауреат Сталинской премии II степени.

## Биография
Родился в деревне Семенчино (ныне Козловский район, Чувашия). Окончил Семенчинскую начальную школу и Тюрлеминскую школу (1924).
Выпускник Егорьевского станкостроительного техникума (в настоящее время филиал «Станкина»). На Егорьевский станкостроительный завод «Комсомолец» С. А. Моссолов пришёл по путёвке Наркомата тяжелой промышленности СССР. На заводе был занят выполнением технических проектов, освоением и выпуском различных типов новых станков.
С июня 1940 года Семен Андреевич становится главным конструктором «Комсомольца». В марте 1941 года был направлен по линии Станкоимпорта в Цюрих (Швейцария) подбирать и принимать новое оборудование. В этой командировке С. А. Моссолов узнал, что Германия и его европейские сателлиты напали на СССР. Возвращение в СССР было осуществлено окружным путём через Италию, Югославию, Болгарию, Турцию вместе с другими советскими гражданами, которые на тот момент были в зарубежных служебных командировках.
Вернулся в СССР в августе 1941 года. Впоследствии С. А. Моссолов вместе с заводом был эвакуирован в населенный пункт Тогузак Казахской ССР. В мае 1942 года вернулся в Егорьевск, где участвовал в работе по созданию новых зубообрабатывающих машин.
В 1952 году за создание гаммы зубофрезерных станков главному конструктору завода С. А. Моссолову было присвоено звание лауреата Сталинской премии. Премию С. А. Моссолов получил в составе следующей группы лауреатов: Ковальчук, Захар Иванович, руководитель работы, гл. конструктор, Юденков, Пётр Афанасьевич, нач. КБ МССП СССР; Кудинов, Борис Алексеевич, гл. конструктор, Глазков Василий Андреевич, руководитель группы, Нечаев, Владимир Сергеевич, ст. мастер, Потапов, Владимир Петрович, нач. цеха, Пошибайлов, Давид Маркович, токарь-расточник, работники КЗТМ; Моссолов, Семён Андреевич, гл. конструктор, Коблов, Александр Петрович, ведущий конструктор группы ССЗ «Комсомолец», — за создание и освоение гаммы зубофрезерных станков.
В течение почти 20 лет С. А. Моссолов возглавлял отдел главного конструктора, а затем, до самой пенсии, работал его заместителем.
В 1970-е годы — персональный пенсионер республиканского (РСФСР) значения.

## Семья
Брат — Архип Андреевич Мосолов. Дочь — Щербакова Елена Семеновна (живет в Казани, 2016).

## Награды и премии
- Сталинская премия II степени (1952) — за создание и освоение гаммы зубофрезерных станков[5].